# Roda de Wartenberg

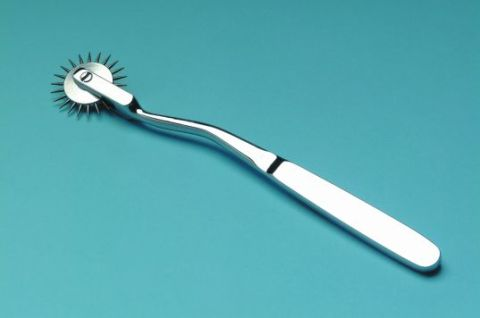

A roda de Wartenberg  é um aparelho médico para uso neurológico.
Foi projetado por Robert Wartenberg para testar reações nervosas na pele.
É feito com uma roda preenchida com espinhos.

## Literatura
- Phillip Miller, Molly Devon, William A. Granzig: Screw the Roses, Send Me the Thorns: The Romance and Sexual Sorcery of Sadomasochism. Mystic Rose Books 1995, ISBN 0-9645960-0-8